# Stinchar
Der Stinchar ist ein Fluss in der schottischen Council Area South Ayrshire.

## Geographie
Der Stinchar entspringt am Nordhang des Shalloch on Minnoch in den Carrick Hills unweit der Ostgrenze von South Ayrshire. Östlich liegt Loch Riecawr und das Water of Girvan verläuft nur wenige hundert Meter entfernt.
Auf den ersten vier Kilometern fließt der Stinchar vornehmlich nach Norden. Dann dreht er sukzessive nach Südwesten und dann nach Westen. Etwa 16 Kilometer abwärts der Quelle schlägt der Lauf des Stinchar für etwa zehn Kilometer eine südwestliche Richtung ein. Er passiert die Ortschaft Barr, ab der die B734 entlang des Flusses geführt ist. Mit der rechtsseitigen Einmündung des Water of Assel bei Pinmore knickt der Lauf abrupt nach Süden. Die ab Pinmore parallel geführte A714 quert den Stinchar kurz vor der Einmündung des Duisk bei Pinwherry. Der ab dort vornehmlich in südwestlicher Richtung verlaufende Stinchar nimmt auf seinen letzten Kilometern noch das von links einmündende Water of Tig auf. Parallel sind erst die B734 und dann die B7044 geführt. In Ballantrae beschreibt der Stinchar nach der Querung durch die A77, ehemals auf der denkmalgeschützten Ballantrae Bridge, einen Bogen und ergießt sich schließlich nach einem Lauf von 50,93 Kilometern in die Ballantrae Bay.

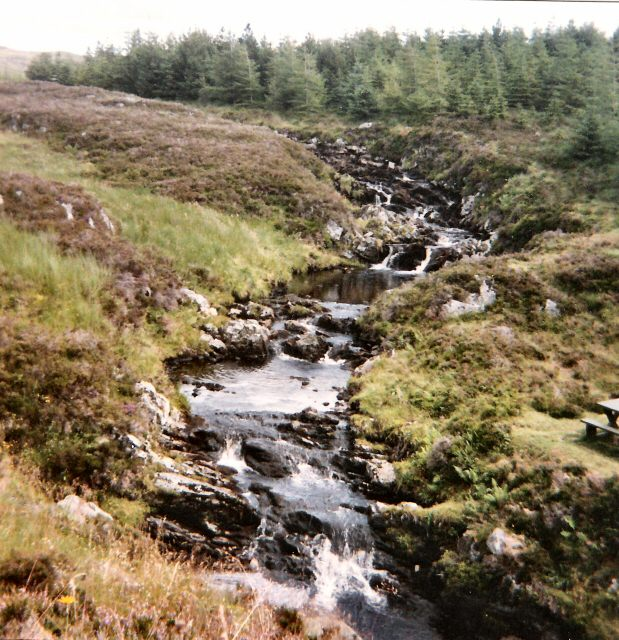
Oberlauf des Stinchar
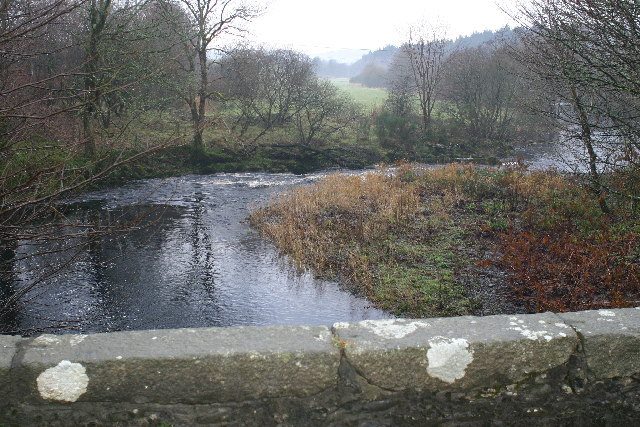
Der einmündende Duisk